# Стекольников, Александр Вячеславович
Алекса́ндр Вячесла́вович Мартынов (Стекольников) (род. 25 ноября 1982, Ленинград) — российский актёр театра и кино.

## Биография
Родился 25 ноября 1982 года. Мать — искусствовед и филолог по образованию, работает в Русском музее в Санкт-Петербурге  ведущим научным сотрудником. Отец — инженер-системотехник. С девяти лет артист театра-студии «Форте» (Санкт-Петербург). В детстве мечтал стать врачом. После неудачной попытки поступления в СПбГУ на истфак, год проработал в детском доме педагогом по ритмопластике. В 2004 году окончил Санкт-Петербургскую государственную академию театрального искусства (ныне — РГИСИ), курс Владимира Петрова.
Служит в театре с 2004 года. Принимает участие в эстрадных программах как артист оригинального жанра.
Лауреат Всероссийского конкурса артистов эстрады (2006).
В 2010 году принял участие в съёмках программы «Пороблено в Украине» на телеканале Интер.
В 2008 году подал заявку на участие в ситкоме «Универ. Новая общага», но ответ поступил лишь в 2013. Ради съёмок в сериале переехал в Москву. В 2016 году стал членом жюри конкурса «Миссис Краснодар — 2016».
В 2018 году стал одним из членов жюри в конкурсах «Краса студенчества России» и «Студент года». Также выступил в качестве эксперта в творческом образовательном форуме «Вдохновение».
В мае 2019 года стал членом жюри фестиваля «Российская студенческая весна» в направлении «Оригинальный жанр».

## Личная жизнь
12 августа 2011 года женился на Марии — художнике-технологе по костюмам. Есть два сына — Георгий (2005) (сын Марии) и Иван (2011). 27 марта 2019 года у пары родилась дочь Дарья.
В социальных сетях Александр подписан фамилией «Мартынов», как говорит сам актёр, ранее её носили предки по отцу, но по неизвестным причинам сменили.

## Актерское мастерство
Александр начинал карьеру ещё в 90-х. В комедии «Окно в Париж» был один из школьников, телепортированных во Францию.
«С 9 лет я занимаюсь актерским мастерством. Начинал в Питере в театральной студии «Форте». Потом я вырос, выучился, начал преподавать сначала в детском доме-профилактории ритмопластику, переняв опыт руководителя студии «Форте» Татьяны Ивановны Голодович. В дальнейшем помогал ей преподавать сцен. движение на курсе Татьяны Казаковой, худрука театра Комедии, в Санкт-Петербургской государственной академии театрального искусства. Потом поступил в Театр «Буфф». И теперь вернулся к преподаванию. Сейчас набираю курсы актерско-пластического мастерства», — рассказывает Стекольников.
Актёр скоро запустит сайт, на котором можно будет узнать о курсах подробнее. Пока известно, что обучение состоит из трёх этапов: базовый, продвинутый и мастерский. На первом этапе ученики будут развивать воображение, фантазию, внимание, координацию. Раскрепощать тело и голос. На втором этапе идёт погружение в актёрскую профессию: работа над взаимодействием с партнёром, вера в предлагаемые обстоятельства и так далее. На третьем этапе идёт постановка этюдов, кусочков спектаклей и драматических произведений.
Вместе со Александром Стекольниковым начинающим актёрам будет помогать и другой, хорошо знакомый зрителю актёр «Универа» — Григорий Кокоткин, исполнитель роли Киселя. Он занимается режиссурой, подключаясь на второй и третьей ступенях обучения.

На курсах Александра, как он уверяет, есть ключевое отличие от всех других театральных студий:
«Мы делаем акцент на пластическом раскрепощении. На основе импровизационных упражнений. Потому что подвижное тело лучше откликается на актёрские задачи. Это наш инструмент. У актёра тело всегда должно быть «разогретым пластилином». Такой подход к профессии мне прививали с детства. И я благодарен моим педагогам за то, что раскрыли мне секреты профессии, которыми сегодня я готов поделиться и сам! Курсы называются «Джокер», потому что это слово ярко и ёмко отражает суть актерского существования: это и смена масок, жанров, и переключение с персонажа на персонаж, и перемена состояний, и шутовство, и позерство. Актёр должен быть универсален», — поясняет Александр Стекольников.

## Актёрские работы

### Фильмография
| Год       |     | Название                                     | Роль                       |
| --------- | --- | -------------------------------------------- | -------------------------- |
| 1993      | ф   | Окно в Париж                                 | ученик «Бизнес-лицея»      |
| 2002      | с   | Агентство «Золотая пуля»                     | шпана в парке              |
| 2002      | с   | Улицы разбитых фонарей 4                     | Андрей «Сом» Сомов         |
| 2003      | кор | Столичный скорый                             | Имя персонажа не указано   |
| 2003      | с   | Чисто по жизни                               | Имя персонажа не указано   |
| 2005      | ф   | Полумгла                                     | радист Комаров             |
| 2006      | с   | Голландский пассаж                           | сотрудник полиции          |
| 2006      | с   | Катерина                                     | выпускник детдома          |
| 2006      | с   | Контора                                      | Шило                       |
| 2006      | с   | Лабиринты разума                             | Алёша                      |
| 2006      | кор | Неровное дыхание                             | Имя персонажа не указано   |
| 2006      | с   | Прииск                                       | старатель                  |
| 2006      | ф   | Свой-чужой                                   | архитектор                 |
| 2006      | с   | Секретные поручения                          | камео                      |
| 2007      | ф   | Дом на Английской набережной                 | камео                      |
| 2007      | с   | Попытка к бегству                            | задержанный                |
| 2008      | ф   | Новые приключения Петьки и Василия Ивановича | белый генерал              |
| 2009      | ф   | Первый дом. Ближе, чем кажется               | Имя персонажа не указано   |
| 2010—2012 | с   | Литейный                                     | Костя \ Дима               |
| 2010      | с   | Страховщики                                  | Димон                      |
| 2010      | с   | Тульский Токарев                             | молодой вор в бане         |
| 2011      | с   | Дорожный патруль                             | роль не указана            |
| 2011      | с   | Морские дьяволы                              | заключенный Z8-2 (Николай) |
| 2011      | с   | Отрыв                                        | заключенный Кокинский      |
| 2012      | с   | Груз                                         | Кузнецов, фельдъегерь      |
| 2012      | с   | Патруль. Васильевский остров                 | скинхед                    |
| 2012—2014 | с   | Чужой район                                  | оперативник Леонид Морозов |
| 2013      | с   | Ментовские войны                             | киллер Левченко (Левый)    |
| 2013—2018 | с   | Универ. Новая общага                         | Валентин Будейко           |
| 2013      | с   | Пепел                                        | эпизод                     |
| 2014      | с   | Горюнов                                      | лейтенант Зябликов         |
| 2014      | с   | Майор полиции                                | оперативник Немцов         |
| 2014      | с   | Лучшие враги                                 | Лазарь                     |
| 2015      | ф   | Помню — не помню!                            | Саша                       |
| 2016      | с   | Такая работа                                 | Галямин                    |
| 2018      | с   | Обгоняя время                                | директор завода            |
| 2019      | с   | Великолепная пятёрка                         | Миша Калитин               |
| 2019      | с   | Условный мент                                | Антон                      |
| 2020      | с   | Гранд                                        | Молчанов, участковый       |
| 2020      | с   | Паромщица                                    | Сергей, участковый         |
| 2021      | ф   | Дракулов                                     | Волжин                     |
| 2021      | с   | Универ. 10 лет спустя                        | Валентин Будейко           |
| 2023      | с   | Шеф. Мужская работа                          | Терентьев                  |
| 2023      | с   | Мендельсон (в производстве)                  | Имя персонажа не указано   |
| 2024      | с   | Универ. 13 лет спустя                        | Валентин Будейко           |

### В театре[25]
- «Волшебник изумрудного города» — (реж. Виктор Рябов) — Буфф[26]
- «Солесомбра» — (реж. Яна Тумина) — Театр Сатиры на Васильевском
- «Ванна из лепестков роз» — (реж. Андрей Житинкин) — Театральный Центр на Коломенской
- «Великолепный рогоносец» — (реж. Геннадий Май) — Буфф
- «Волонтёры» — (реж. Александр Баргман) — Такой театр
- «Каин» — (реж. Александр Баргман) — Такой театр
- «Смешные поневоле» — (реж. Александр Баргман) — Приют Комедианта (2010 год)
- «Время и семья Конвей» — (реж. Александр Баргман) — Такой театр — (роль Алана)
- «Ну и фрукт ты!» — (реж. Сергей Рост) — Антреприза — Жора[27]
- «Пора по парам» — (реж. Марина Федункив) — Антреприза
- «Страсти у фонтана» — (реж. Геннадий Май) — Буфф
- «Страсть, па-де-де и т. д.» — (реж. Вероника Козоровицкая) — Буфф
- «Остров сокровищ» — (реж. Александр Поляков) — Буфф[28]
- «Женя, Женечка и „катюша“» — (реж. Вячеслав Варкин) — Буфф[29]
- «Квадратура круга» — (реж. Геннадий Май) — Буфф[30]
- «Примадонны» — (реж. Михаил Смирнов) — Буфф[31]
- «Всё тот же Лес» — (реж. Исаак Штокбант) — Буфф[32]
- «Ревизор» — (реж. Вячеслав Варкин) — Буфф[33]
- «Подыскиваю жену. Недорого!» — (реж. Михаил Церишенко) — Антре[34]

## Награды
- Победитель конкурса грантов СПб для молодых учёных и специалистов, 2004 год.
- Победитель XIV фестиваля театра СПб «Детям» — (за роль Гудвина в спектакле «Волшебник изумрудного города»), театр Буфф, 2005 год[35].
- Победитель Всероссийского конкурса артистов эстрады (в номинации артист «оригинального жанра»), 2006 год[36].
- Дипломант Регионального конкурса-фестиваля (Москва-Ялта-Транзит, номинация артист «оригинального жанра»), 2007 год[35].
- Победитель VII фестиваля студенческих фильмов «ПИТЕРКИТ» (лучшая актёрская роль в фильме «Долгая прогулка навсегда»), 2009 год[37].
- Благодарность министра культуры А. А. Авдеева («За большой вклад в развитие культуры, многолетнюю плодотворную работу»), 2010 год.
- Победитель фестиваля «Амурская осень» за роль в спектакле «Ну и фрукт ты!» («Лучший мужская роль»), 2019 год[38].